# Skalny Stół
Der Skalny Stół (deutsch Tafelstein; polnisch Tabule) ist ein 1282 m n.m. hoher Berg im östlichen Teil des Riesengebirges an der tschechisch-polnischen Grenze.

## Lage
Der Gipfel ist die höchste Erhebung des Schmiedeberger Kamms, der östlichen Fortsetzung des Schlesischen Riesengebirg-Kamms. Die wichtigsten Talorte sind Karpacz (Krummhübel) an der Nordwestseite, Malá Úpa (Kleinaupa) im Süden und nordöstlich Kowary (Schmiedeberg).
Der Westhang fällt schroff zu einer tiefen Einsattelung über dem Eulengrund (tschech. Soví dolina) ab. Dieser Sattel, über den der Eulenpass (polnisch Przełęcz Sowia, tschechisch Soví sedlo oder Můstek) führt, trennt ihn von der benachbarten Schwarzen Koppe (poln. Czarna kopa, tschech. Svorova hora) und somit den Schmiedeberger Kamm vom Hauptkamm des Riesengebirges.
Im Osten ist er über einen flachen Grat mit dem Kammsteig (poln. Czoło, tschech. Čelo) verbunden. Der Nordhang erhebt sich steil über dem Hirschberger Tal (poln. Kotlina Jeleniogórska), der Südhang über dem Tal der Kleinen Aupa (tschech. Malá Úpa).

### Nahegelegene Gipfel
|                | Izbica  | Wołowa Góra |
| Buława         | Kompass | Czoło       |
| Schwarze Koppe | Haida   |             |

## Geschichte
Am Nordhang liegt in einer Höhe von 900 Metern die ehemaligen Gebirgssiedlung Forstbauden (auch Forstlangwasser), deren Gründung auf das Jahr 1622 zurückgeht, als während der Kriegswirren einige der Bewohner der benachbarten Städte vor marodierenden Söldnerheeren flohen. Viele von ihnen wurden Hirten und unterhielten sich durch Käserei, Sammeln von Waldfrüchten und Waldarbeit. Andere aber brachten sich mit Wilderei und Schmuggel durch. Noch heute erinnert ein alter Schmugglerweg daran: Der Tabaksteig (poln. Tabaczana Ścieżka) führte vom damaligen Schlesien an den Forstbauden vorbei über den Okraj-Pass nach Böhmen.
Mitte des neunzehnten Jahrhunderts standen bei den Forstbauden 13 Häuser und am Ende dieses Jahrhunderts (wahrscheinlich 1889) wurde das Gasthaus "Zur Forstbaude" mit 16 Betten erbaut. Wenig später wurde eine zweite Herberge errichtet, um die ständig zunehmenden Touristen aufnehmen zu können, die den Weg von Kowary zur Schneekoppe wandern wollten. In der Zwischenkriegszeit konnten hier Schüler die Sommerferien in der Jugendherberge "Enzian" verbringen und bis 1940 gab es eine meteorologische Station zur Aufnahme von Niederschlagsmengen.
Kurz nach dem Zweiten Weltkrieg wurde die Siedlung "Zacisza Leśnego" genannt (übersetzt etwa "Waldeinsamkeit"), erhielt aber im Jahr 1949 den offiziellen polnischen Namen Budniki. Im Zusammenhang mit der Suche nach Uran im Gebiet des Schmiedeberger Kamms wurde die Siedlung schließlich geräumt. Manche Häuser wurden gesprengt – ihre Spuren sind nach wie vor sichtbar, andere verfielen und liegen heute da, als seien sie noch nie bewohnt gewesen. Es ist zu hoffen, dass den Bewohnern der Weggang nicht zu schwer fiel, denn die Rodung ist ein einsamer und unwirtlicher Ort, der an allen Seiten von Bergen umgeben ist und während des Winters gibt es für fast vier Monate kein Sonnenlicht.
Die Lage der Siedlung bringt es auch mit sich, dass der Schnee hier viel länger liegen bleibt, als an anderen Orten im Riesengebirge. Daher entstand in den 1960er Jahren die Planung zu einem Skigebiet, das aber nie realisiert wurde. Ein Überbleibsel der Nachkriegszeit sind aber einige im Wald verstreute Stollen und Abraumhalden, die zur Suche nach Uranerz angelegt wurden.

## Gestein und Minerale
Der Aufbau des Bergs besteht aus metamorphen Gesteinen, Quarzschiefer, Amphibolit, Gneis und hauptsächlich Glimmerschiefer, dem Muttergestein der für den böhmischen Volksschmuck typischen Granate.
Das Gebiet ist seit dem 14. Jahrhundert für seinen Reichtum an Edelsteinen bekannt. Am Rabenberg (oder Rabenstein, poln. Krucza Kopa), ein Vorgipfel oberhalb von Wilcza Poręba (Wolfshau), einem Stadtviertel von Karpacz, befinden sich Pegmatitlagerstätten mit Turmalin-, Amethyst-, Korund- und Saphirkristallen.
Auch der deutsche Name geht auf die Schätze zurück, denn lange Zeit war der sogenannte Tafelschliff die bevorzugte Verarbeitungsform der Mineralien und Tafelstein ein Synonym für Schmuckstein im Allgemeinen.

## Flora und Fauna
Ein anderer Name für den Schmiedeberger Kamm ist Forstkamm und so muss es nicht wundern, dass die Hänge des Tafelsteins bis hinauf zum Gipfel dicht bewaldet sind. Zwar sind auch hier Fichten-Monokulturen vorherrschend, die im 20. Jahrhundert angelegt wurden. Doch hat man aus den Fehlern der Vergangenheit gelernt und versucht die ursprünglichen Mischwälder aus Buchen, Tannen und Fichten sowie in kleineren Mengen Eberesche und Ahorn wiederherzustellen.
Bereits am Eulenpass sind Vogelarten anzutreffen, die eher für höhere Lagen des Riesengebirges typisch sind, z. B. der Gimpel und Karmingimpel, von den Säugetieren seien Alpenspitzmaus, Sumpf- und Erdmaus genannt.

## Tourismus und Naturschutz
Der Tafelstein liegt auf dem Gebiet des Karkonoski Park Narodowy (KPN) in Polen und in Tschechien im Krkonošský národní park (KRNAP). Die befestigten Wege dürfen nicht verlassen werden, dennoch bietet sich am Gipfel ein herrliches Panorama über das östliche Riesengebirge, das Hirschberger Tal, den Landeshuter Kamm und das Bober-Katzbach-Gebirge.
Die Wanderwege sind farblich markiert:

▬ Blau – dieser Weg führt zum Eulenpass und weiter, unterhalb der Schneekoppe, nach Karpacz. Der Weg ist zwischen 1. April und 31. Mai zum Schutz gefährdeter Tierarten gesperrt.

▬ Gelb – in entgegengesetzter Richtung geht eine Route am Nordhang des Schmiedeberger Kamms entlang zur Schlesischen Grenzbaude (poln. Przełęcz Okraj) und über die ehemalige Siedlung Forstlangwasser (poln. Budniki) hinunter nach Kowary.

## Bilder aus der Umgebung

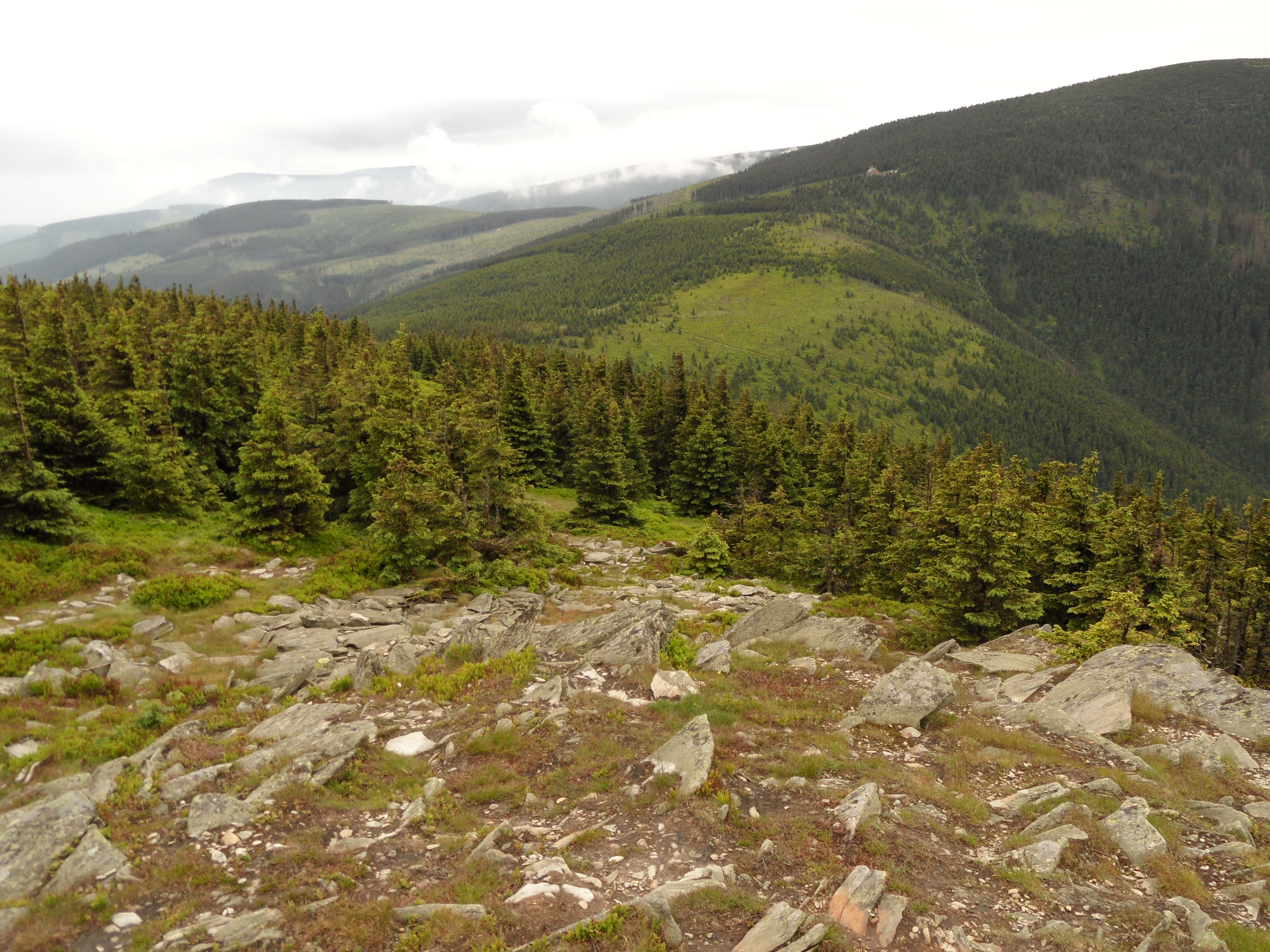
Auf dem Tafelstein
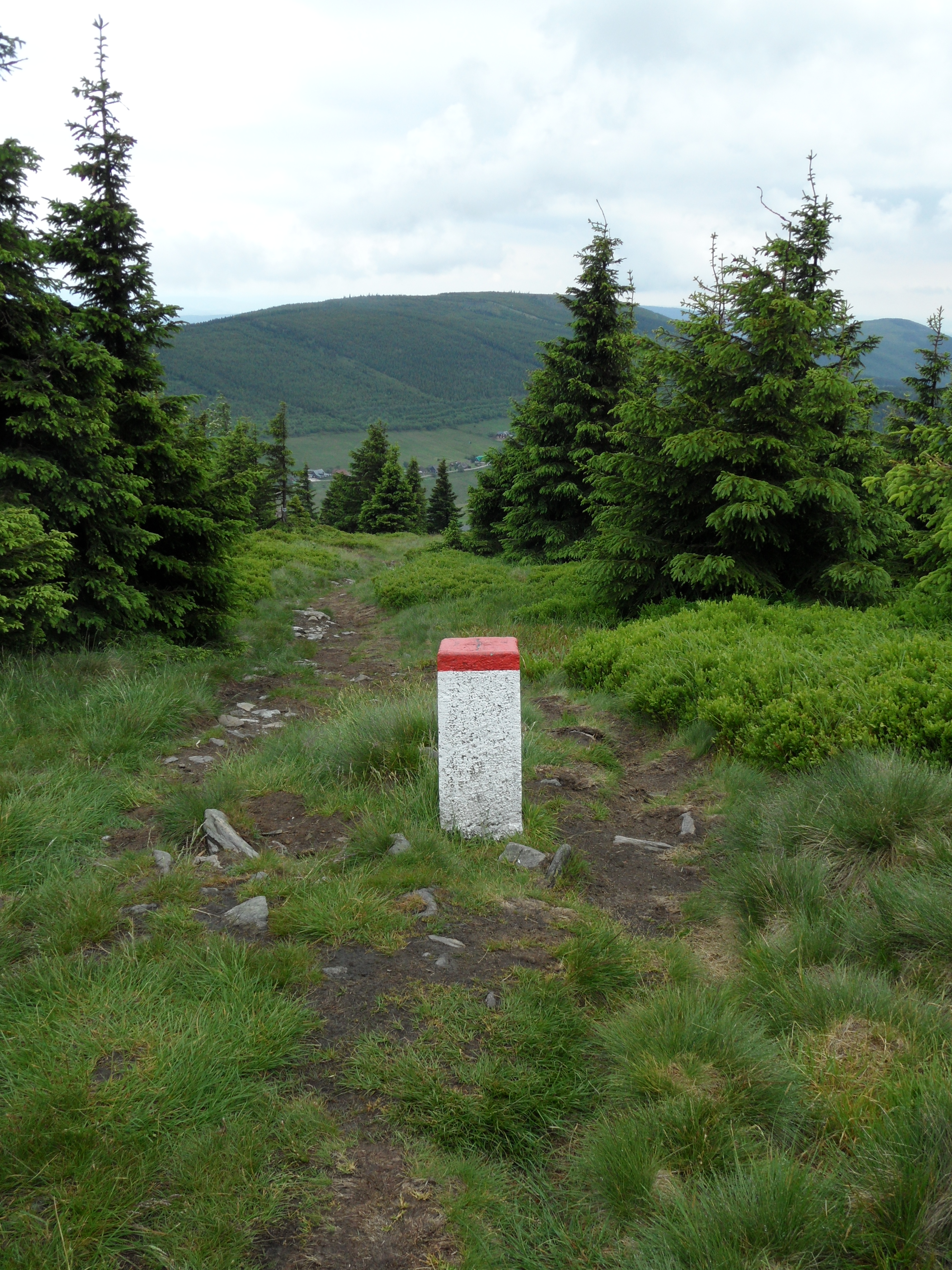
Am Grenzbaudenpass
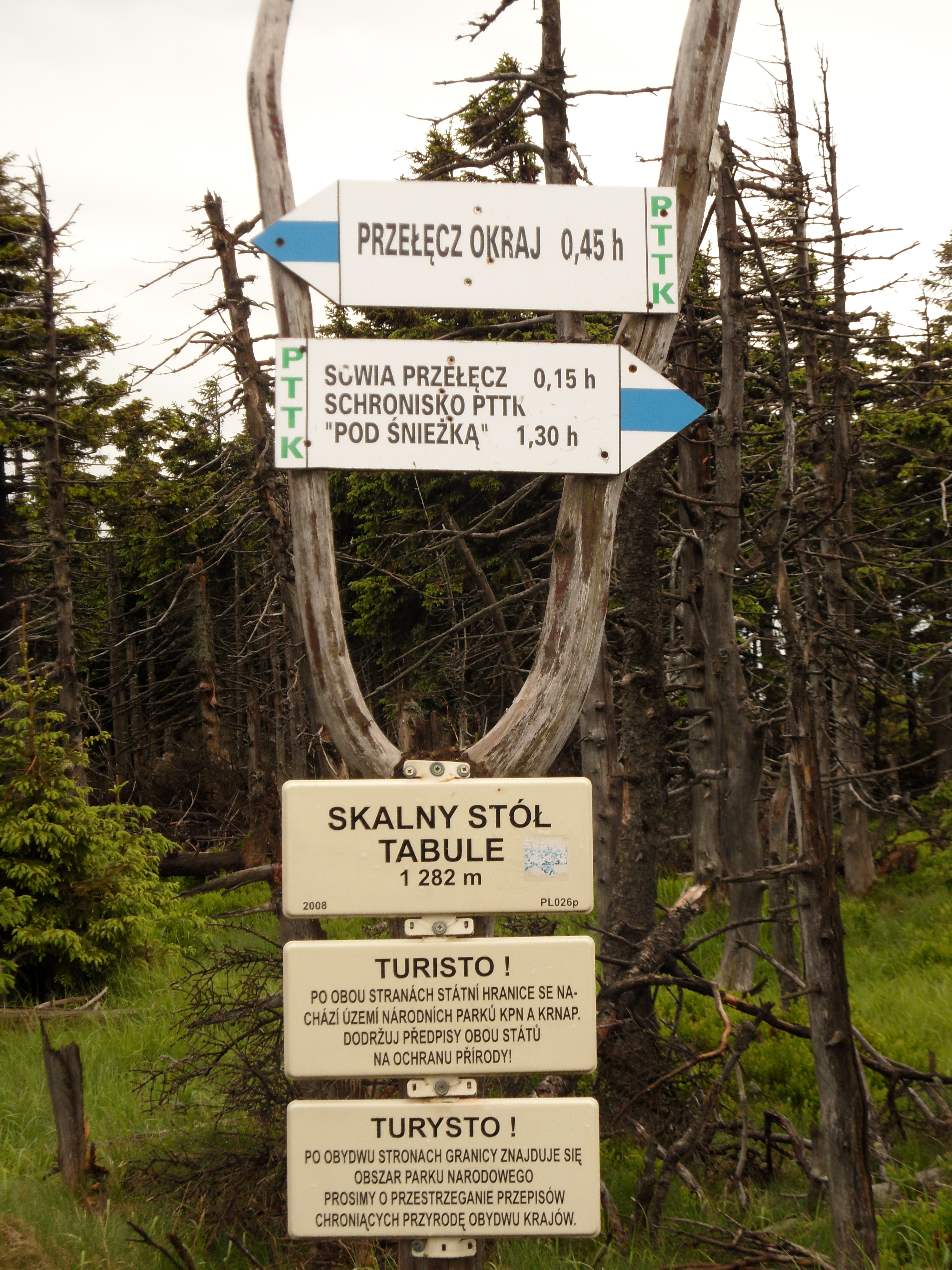
Wegweiser auf dem Gipfel
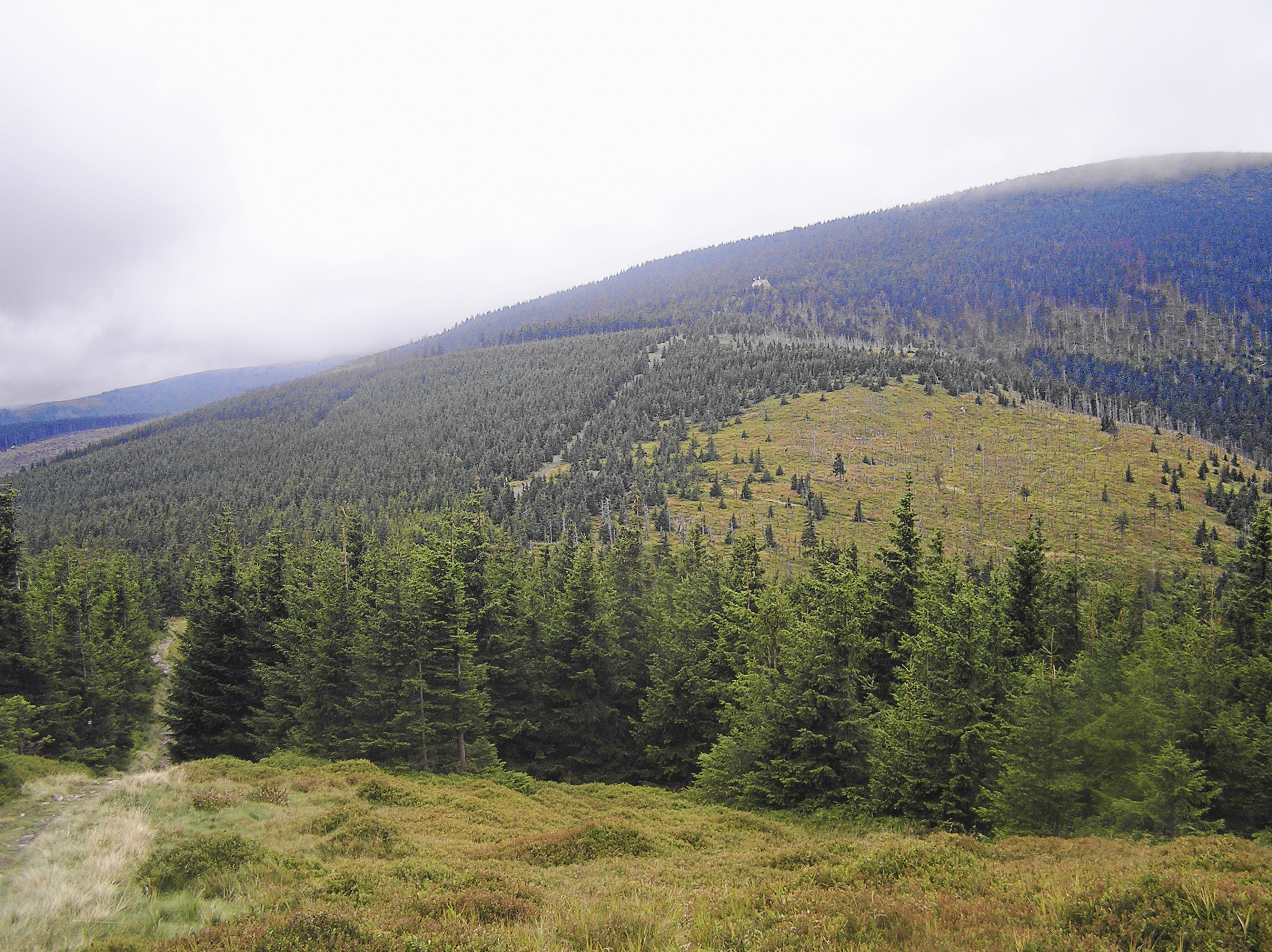
Blick auf den Eulenpass vom Tafelstein aus